# ФК Уеска
ФК Уеска (шп. Sociedad Deportiva Huesca, S.A.D.) је шпански фудбалски клуб из Уеске у аутономној заједници Арагон. Клуб је основан 1960. Своје утакмице игра на стадиону Ел Алкораз капацитета 7.638 места. Тренутно се такмичи у Првој лиги Шпаније у којој први пут наступа од сезоне 2018/19.